# 群馬県道・長野県道92号松井田軽井沢線
群馬県道・長野県道92号松井田軽井沢線（ぐんまけんどう・ながのけんどう92ごう まついだかるいざわせん）は、群馬県安中市松井田町横川と長野県北佐久郡軽井沢町大字発地を結ぶ県道（主要地方道）である。

## 概要
起点を群馬県碓氷郡松井田町、終点を長野県北佐久郡軽井沢町、重要な経過地を群馬県甘楽郡下仁田町とする、群馬県と長野県より認定を受けた県道の路線である。群馬県西部と長野県東部を結ぶ県境越えの山岳道路のひとつで、国道18号が通る碓氷峠と、国道18号碓氷バイパスが通る入山峠よりも南側で平行して県境を越える。群馬県側は、安中市松井田町横川の横川駅にほど近い位置に始まり、国道18号碓氷バイパスと一部重複する区間があるほか上信越自動車道とも並行しており、碓氷軽井沢インターチェンジで上信越自動車道に接続する路線でもある。長野県側は、日本有数のリゾート地で広く知られる軽井沢町で終わる。

### 路線データ
- 起点：群馬県安中市松井田町横川399番地先（群馬県道222号横川停車場線交点）[2]
- 終点：長野県北佐久郡軽井沢町大字発地
- 重要な経過地：群馬県甘楽郡下仁田町[1]

## 歴史
- 1959年（昭和34年）9月18日：群馬県より現・道路法に基づき、前身路線にあたる県道西野牧横川停車場線（甘楽郡下仁田町大字西野牧 - 碓氷郡松井田町 横川停車場線、整理番号172）として路線認定される[3]。
  - 同日、前々身路線にあたる県道初鳥屋横川停車場線（甘楽郡下仁田町大字西野牧 - 碓氷郡松井田町 横川停車場、整理番号120）が路線廃止される[4]。
- 1993年（平成5年）5月11日：建設省から、県道西野牧横川停車場線が松井田軽井沢線として主要地方道に指定される[5]。
- 1994年（平成6年）4月1日：群馬県より、松井田軽井沢線（整理番号92）として路線認定される[1]。同日、群馬県内の前身路線である、西野牧横川停車場線（整理番号252）を廃止[6]。

## 路線状況

### 重複区間
- 国道18号（安中市松井田町横川 地内）

## 地理

### 通過する自治体
- 群馬県
  - 安中市
- 長野県
  - 北佐久郡軽井沢町

### 交差する道路
- 群馬県
  - 群馬県道222号横川停車場線（安中市松井田町横川、起点）
  - 群馬県道224号小根山森林公園線（安中市松井田町横川）
  - 国道18号（安中市松井田町横川）
  - 国道18号（安中市松井田町原）
  - 国道18号碓氷バイパス（安中市松井田町原）
  - 国道18号碓氷バイパス（安中市松井田町北野牧）
  - 上信越自動車道 碓氷軽井沢インターチェンジ（安中市松井田町入山）
- 長野県
  - 長野県道43号下仁田軽井沢線（軽井沢町大字発地、終点）

### 沿線にある施設など
- JR信越本線 横川駅（安中市松井田町横川）
- 碓氷峠鉄道文化むら（安中市松井田町横川）
- 碓井関所跡（安中市松井田町横川）
- 愛宕山（安中市） - 標高1192 m
- 軽井沢浅間プリンスホテル（北佐久郡軽井沢町発地）